# Загальна класифікація галузей народного господарства
Зага́льна класифіка́ція га́лузей наро́дного господа́рства є складовою частиною єдиної системи класифікації і кодування техніко-економічної і статистичної інформації, яка використовується суб'єктами господарювання та іншими учасниками господарських відносин, а також органами державної влади та органами місцевого самоврядування в процесі управління господарською діяльністю.

## Джерело
- Господарський Кодекс України (ст.260) м.Київ, 16 січня 2003 року N 436-І ( Господарський кодекс України набирає чинності з 1 січня 2004 року).